# Consiglio dei ministri della Bosnia ed Erzegovina
Il Consiglio dei ministri di Bosnia ed Erzegovina è il ramo esecutivo del governo della Bosnia ed Erzegovina.
Secondo l'articolo V, sezione 4 della Costituzione, il Consiglio dei ministri viene nominato dalla Presidenza della Bosnia ed Erzegovina ed è confermato dalla Camera dei rappresentanti nazionale. Il presidente del Consiglio dei ministri nomina poi altri ministeri.
Il Consiglio è responsabile della gestione delle politiche e delle decisioni nelle seguenti materie:
- politica estera
- commercio internazionale
- politica monetaria
- finanziamento delle istituzioni e degli obblighi internazionali della Bosnia Erzegovina
- regolare la politica dell'immigrazione, dei rifugiati e dell'asilo
- gestire le relazioni con l'Interpol
- regolare le comunicazioni internazionali
- regolare i trasporti e il traffico aereo
- regolare la coordinazione degli apparati statali

I dipartimenti del Consiglio dei ministri della Bosnia ed Erzegovina sono:
- Segretariato generale
- Direttorato economico
- Direttorato per la politica interna
- Direttorato per l'integrazione europea della Bosnia ed Erzegovina
- Ufficio per gli affari legali